# Browneopsis peruviana
Browneopsis peruviana là một loài thực vật có hoa trong họ Đậu. Loài này được (J.F. Macbr.) Klitgaard miêu tả khoa học đầu tiên năm 1993.